# 江東区立東雲小学校
江東区立東雲小学校（こうとうくりつ しののめしょうがっこう）は、東京都江東区東雲二丁目に所在する区立小学校。

## 概要
1979年に開校。ユネスコスクールに加盟している。

## 沿革
- 1978年（昭和53年） - 校舎建設工事開始。
- 1979年（昭和54年）
  - 時期不明 - 校舎完成。
  - 4月1日 - 豊洲小学校より分離し、開校。ただし、開校時点では、第6学年児童はおらず、学級数15学級・児童数541名でスタートした。
  - 4月 - 最初の始業式挙行。
  - 5月 - 校章制定し、帽子や名札もできる。
  - 6月 - 開校記念式典挙行。
  - 9月 - 校旗制定。
- 1980年（昭和55年） - 校歌制定。
- 2007年（平成19年） - ユネスコスクールとなる[1]。
- 2011年（平成23年）4月1日 - 有明小学校開校により、学区の一部を分離。

## 交通
- りんかい線東雲駅から徒歩8分。
- 東京メトロ有楽町線辰巳駅から徒歩20分。
- 都営バス都05・業10・錦13・東15「東雲小学校前」バス停下車。